# Cărpinenii, Covasna
Cărpinenii (maghiară Csángótelep) este un sat în comuna Estelnic din județul Covasna, Transilvania, România. Se află în partea de nord a județului, în Munții Nemira. La recensământul din anul 2002 localitatea înregistra 0 locuitori.